# Kaporal
Kaporal est une marque française spécialisée dans le denim et le jean, créée à Marseille en 2004.

## Histoire
En 1979, la famille Emsellem commence cette aventure avec la marque Mc Lem. L’entreprise est spécialisée dans le denim. Leur empreinte réside dans la création de jeans originaux et à petits prix. La marque va connaître un succès incontestable auprès des jeunes.
Dans les années 90, la famille se voit obligée de vendre son activité n’arrivant pas à faire face à la concurrence chinoise. Ils décident de se tourner vers la production de toile de denim et suivre les tendances mode. Ils délocalisent la production au Maroc, et connaissent à nouveau un succès florissant.
C’est en 2004, que la marque Kaporal voit le jour en se lançant sur le marché des jeans fashions à des prix bien plus élevés pour suivre la tendance italienne.
Le groupe Kaporal a plus de 1500 points de vente à travers 10 pays, en multimarques, et corners dans des grands magasins. Il compte 113 boutiques en France, en comptant les boutiques franchisées. La marque emploie 529 employés.

### Placement en redressement judiciaire et reprise
En 2023, elle connait de nombreux problèmes financiers comme beaucoup de marques de prêt à porter. Le secteur a souffert du covid, des gilets jaunes, de la guerre en Ukraine. Kaporal demande elle aussi à être en redressement judiciaire. Il y a eu cinq offres de reprise mais seulement une a été défendue devant le tribunal de commerce de Marseille. Le tribunal de commerce a rendu le 18 juillet 2023 son verdict en acceptant le rachat du groupe par trois anciens cadres de la société. Ce plan préserve les 113 boutiques en France et reprend 395 salariés sur 434.
Depuis le 19 juillet 2023, Kaporal est dirigée par Thierry Bongiovanni et Nicolas Ciccione les deux associés majoritaires de la nouvelle société. La marque sort définitivement du redressement judiciaire le 6 mai 2024 après l'homologation de son plan de continuation par le tribunal de commerce de Marseille. Kaporal est alors sponsor officiel de l'équipe de football de Ligue 1 du MHSC (Montpellier Héraut Sporting Club), et de l'équipe e-Sport officielle du FC Lorient (Equipe e-Sport triple championne de France de e-Ligue 1).
En mars 2025, l'entreprise est placée en liquidation judiciaire par le tribunal de commerce de Marseille avec « arrêt immédiat de l'activité ». L'entreprise compte alors 85 boutiques et 280 salariés,.

## Identités visuelles
L’identité visuelle de la marque a toujours été « K ailé », la marque a voulu redonner une image plus discrète, plus moderne à son logo. Le « K » a une forme plus simple et plus géométrique.
La marque a changé de typographie pour son identité visuelle. L’objectif est de miser sur un style plus contemporain en adéquation avec le nouveau look de l’enseigne.